# David Castro Pazos
David Castro Pazos (Cuntis, Pontevedra, 9 de octubre de 1995) es un futbolista español que juega como defensa en el N. K. Celje de la Primera Liga de Eslovenia.

## Trayectoria
Nacido en Cuntis, Pontevedra, es un futbolista formado en las categorías inferiores del Pontevedra Club de Fútbol hasta 2014, donde jugó hasta categoría juvenil. 
En enero de 2014, tras acabar su etapa de juvenil con el conjunto de pontevedrés, firma por el Portonovo Sociedad Deportiva de la Preferente Galicia.
En la temporada 2014-15, firma por dos temporadas con el Club Deportivo Estradense de la Preferente Galicia.
En la temporada 2016-17, forma parte de la plantilla del Céltiga FC de la Tercera División de España.
En julio de 2017, regresa al Pontevedra Club de Fútbol de la Segunda División B de España, donde juega durante dos temporadas.
El 17 de julio de 2019, firma por el Valencia CF Mestalla de la Segunda División B de España.
El 6 de septiembre de 2020, firma por el CD Numancia de la Segunda División B de España.
El 8 de julio de 2021, se incorpora a la primera plantilla del Racing Club de Ferrol de la Primera Federación.